# Rusingoryx
Rusingoryx è un genere estinto di bovino alcelaphino, strettamente imparentato con gli gnu, vissuto nel Pleistocene inferiore-superiore, circa 0.075–0.070 milioni di anni fa, nelle pianure del Kenya. Il genere Rusingoryx contiene una singola specie, ossia R. atopocranion originariamente identificato come una specie di Megalotragus.

## Descrizione
In vita, Rusingoryx doveva essere molto simile a suoi parenti moderni, gli gnu del genere Connochaetes, ma si differenziava da quest'ultima per l'insolita forma del cranio. Il suo cranio era rivolto verso il basso e presentava una grossa cupola nasale, che formava una sorta di cupola sulla fronte dell'animale. Questa struttura ampliava le fosse nasali e i seni paranasali, e rappresenta un esempio di convergenza evolutiva con le creste cave dei dinosauri hadrosauridi, che venivano usate come casse di risonanza per amplificare le loro vocalizzazioni e come ornamenti durante i corteggiamenti. È quindi possibile che Rusingoryx avesse un richiamo profondo. Gli studi sui denti dell'animale hanno, inoltre, dimostrato che Rusingoryx era un animale da pascolo specializzato, che preferiva le praterie aride.

## Storia della scoperta
I primi esemplari, mal conservati, vennero descritti nel 1983, essendo stati prelevati da un sito chiamato Bovid Hill sull'isola di Rusinga, nel Lago Vittoria. Le ossa ritrovate nel 2011, presentano dei chiari segni di macellazione con strumenti di pietra, suggerendo che questi esemplari fossero stati uccisi dagli umani. Nel 2016, sono stati scoperti i resti di altri 26 individui meglio conservati.